# Antoine Delattre
Pour les articles homonymes, voir Delattre.
Antoine Delattre, né le 12 octobre 1891 à Halluin (Nord) et mort le 30 novembre 1983 à Loos (Nord), est un médecin, anthropologue, professeur puis doyen de la faculté libre de médecine de Lille et membre de l'Action française.

## Présentation

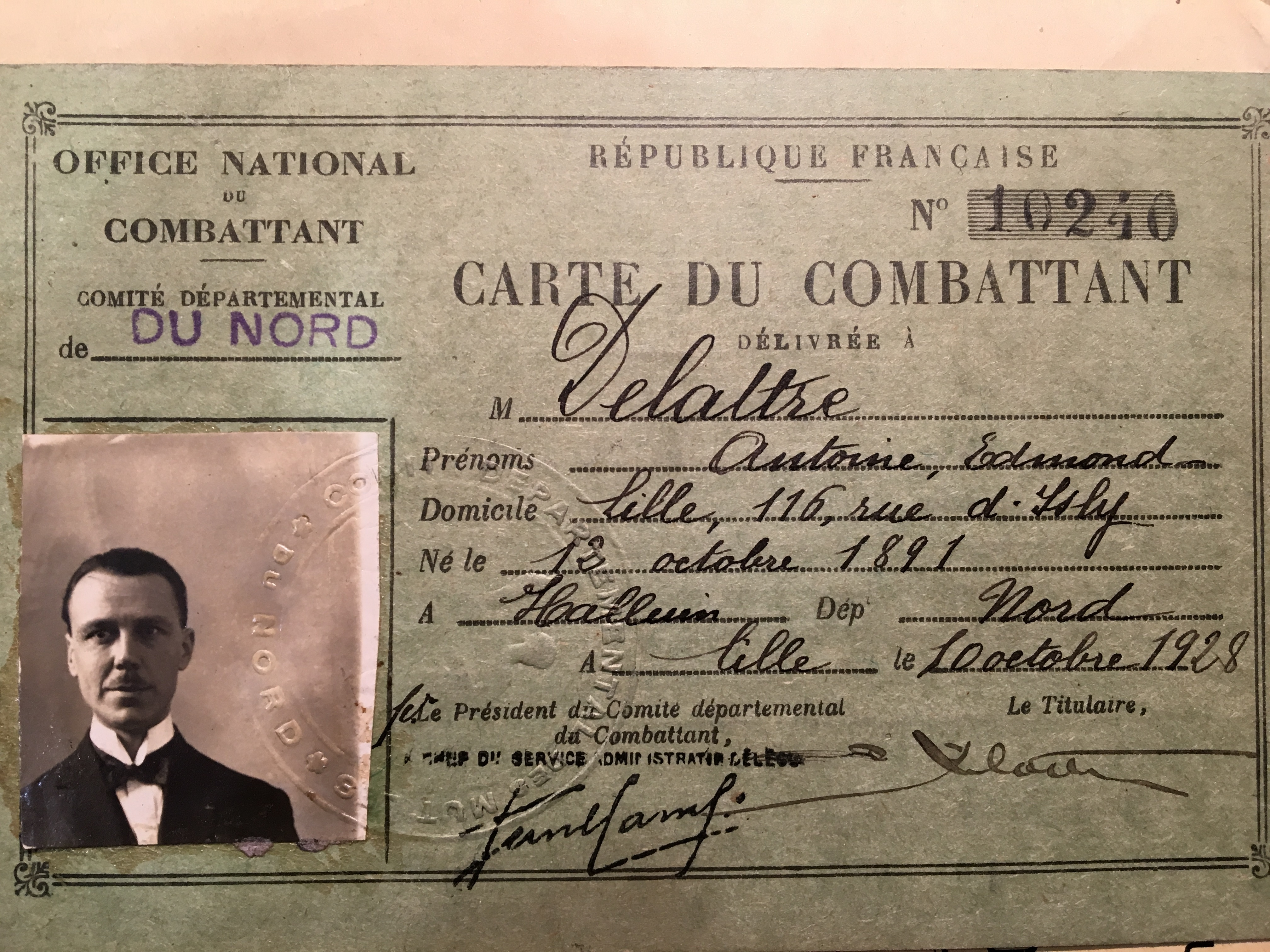
Carte de combattant d'Antoine Delattre de 1928.

### Jeunesse
« Fils d’un pamphlétaire intégriste d’avant 1914 », Antoine Delattre entre à la faculté libre de médecine de Lille en 1909 où commence toute sa carrière. Il débute comme aide d'anatomie en 1912 avant d'être licencié ès-Sciences en 1913.
Lors de la Grande Guerre, il est honoré de la croix de guerre et de deux citations. Pour sa conduite exemplaire, il est fait chevalier de la Légion d'honneur à titre militaire en 1936.

### Carrière
En 1918, il soutient sa thèse de doctorat en médecine intitulée Étude anatomo-clinique des lésions commotionnelles de la moëlle cervicale. En 1922, il intègre la Société d'Anthropologie de Paris dont il devient le président en 1957. L'année suivante, il est nommé prospecteur d'anatomie et c'est en 1924 qu'il soutient sa thèse de doctorat ès-Sciences naturelles Essai sur l'anatomie comparée et la mécanique fonctionnelle de l'axis des mammifères à la Sorbonne sous la direction de Raoul Anthony. La même année, il est nommé professeur suppléant et il est titularisé professeur d'anatomie pathologique en 1930. Il occupe cette chaire durant trente-cinq ans.
En 1954, il occupe la charge de doyen de la faculté libre de médecine de Lille durant six ans. Il y fonde le Cercle Féron-Vrau en « potentialisant le caractère chrétien de la faculté qu'il dirige, et il rétablit pour les étudiants, l'enseignement de la déontologie médicale ». Pour son engagement, le pape Jean XXIII l'honore de la Croix de chevalier de Saint-Grégoire-le-Grand.
En 1959, il reçoit la médaille d'honneur du service de santé militaire.

### Engagement politique
Militant d'Action française de Lille, il est vice-président régional du groupement avant 1926,.

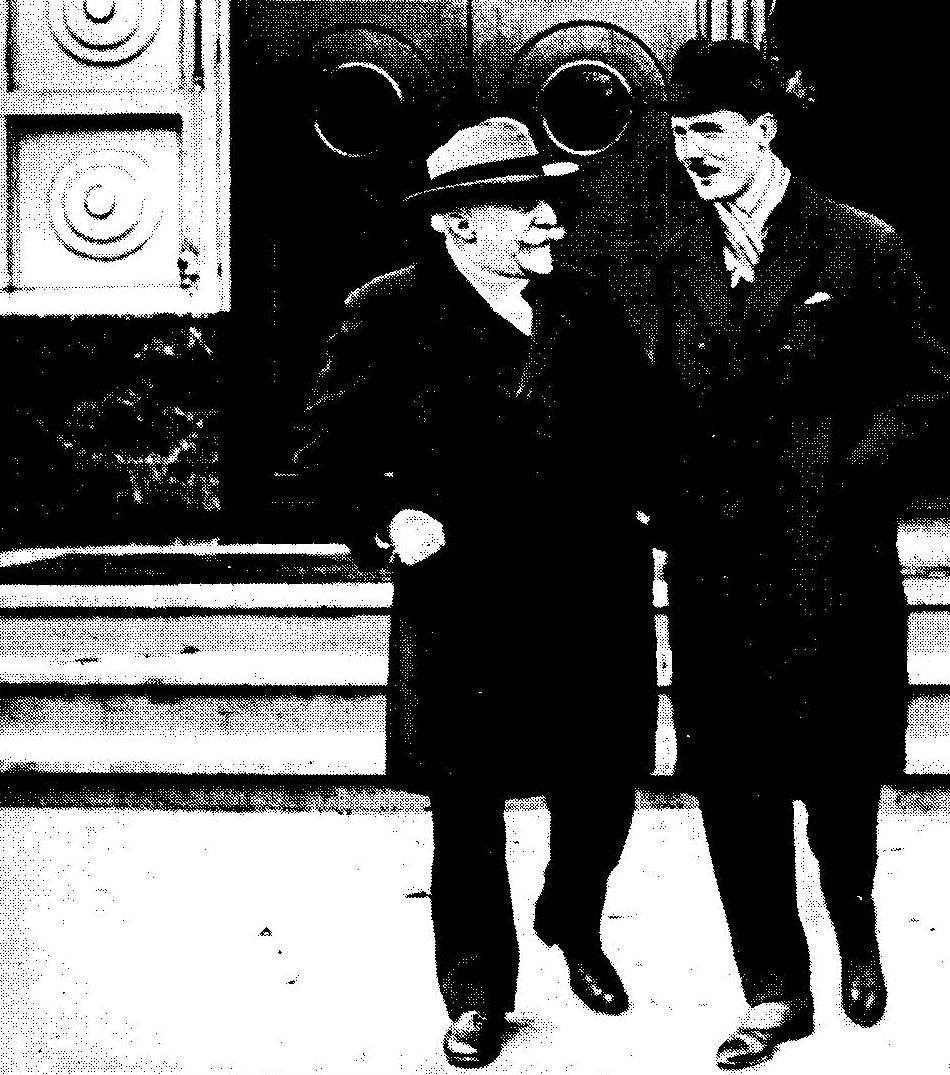
L'amiral Antoine Schwerer et le docteur Antoine Delattre à Lille dans Le Grand hebdomadaire illustré de la région du Nord de la France du 8 février 1925.

### Reconnaissance internationale
En 1925, il reçoit le prix Wicar de la Société des Sciences et Arts de Lille et le prix Broca de la Société d'Anthropologie de Paris. En 1954, il est gratifié du prix Foulon de l'Académie des Sciences de Paris et reçoit la médaille d'argent du Centre national de la recherche scientifique en 1971 pour saluer la portée internationale de ses travaux.

### Fondateur de la craniologie
En 1950, il fonde le laboratoire de craniologie comparée de Lille rattaché ensuite comme unité de recherche au Centre national de la recherche scientifique en 1969.
Il meurt le 30 novembre 1983 et enterré au cimetière Leclerc de Loos.

## Distinctions
- Croix de guerre 1914–1918
- Chevalier de la Légion d'honneur
- Médaille d'honneur du service de santé Militaire
- Chevalier de l'ordre de Saint-Grégoire-le-Grand

## Publications
- Essai sur l'anatomie comparée et la mécanique fonctionnelle de l'axis des mammifères (1924)
- Du crâne animal au crâne humain (1951)
- Les origines de l'homme, biologie et culture (1960)
- Initiation à la connaissance de l'homme, ses origines, ses besoins, son psychisme, sa vie intellectuelle et sociale (1965)
- De la méthode en biologie (1970)